# Elfie Arnaud
Pour les articles homonymes, voir Arnaud.
Elfie Arnaud, née le 19 novembre 1988 à Rodez, est une pentathlonienne française.
Elle est sacrée championne du monde par équipes en 2010 à Chengdu avec Amélie Cazé et Anaïs Eudes ; lors de ces mêmes Championnats, elle est médaillée d'argent en relais avec Amélie Cazé et Élodie Clouvel. Aux Championnats d'Europe de pentathlon moderne 2011 à Medway, elle est médaillée de bronze par équipes et en relais féminin avec Amélie Cazé et Anaïs Eudes.